# Homoporus silvanus
Homoporus silvanus är en stekelart som beskrevs av Vittorio Luigi Delucchi 1962. Homoporus silvanus ingår i släktet Homoporus och familjen puppglanssteklar.
Artens utbredningsområde är Marocko. Inga underarter finns listade i Catalogue of Life.